# Francisco de Solís Folch de Cardona
Pour les articles homonymes, voir Cardona (homonymie).
Pour les autres membres de la famille, voir Famille Folch de Cardon.
Francisco de Solís Folch de Cardona, né le 16 février 1713 à Salamanque et mort le 21 mars 1775 à Rome, est un cardinal espagnol du XVIIIe siècle.

## Biographie
Francisco de Solís Folch de Cardona est nommé archevêque titulaire de Trajanopolis (de) et coadjuteur de Séville en 1749. Il est ensuite nommé évêque de Cordoue en 1752 et archevêque de Séville en 1755.
Le pape Benoit XIV le crée cardinal lors du consistoire du 5 avril 1756. Le cardinal Solís Folch de Cardona ne participe pas au conclave de 1758 lors duquel Clément XIII est élu pape, mais il prend part à ceux de 1769 (élection de Clément XIV) et de 1774-1775 (élection de Pie VI).

### Sources
- Fiche du cardinal Francisco de Solís Folch de Cardona sur le site fiu.edu